# You're Beautiful
"You're Beautiful" là một bài hát của nghệ sĩ thu âm người Anh quốc James Blunt nằm trong album phòng thu đầu tay của anh, Back to Bedlam (2004). Nó được phát hành như là đĩa đơn thứ ba trích từ album vào ngày 30 tháng 5 năm 2005 bởi Atlantic Records. Sau đó, bài hát được phát hành ở Bắc Mỹ như là đĩa đơn đầu tiên trích từ album tại đây. "You're Beautiful" được viết lời bởi Blunt, Sacha Skarbek và Amanda Ghost, trong khi phần sản xuất được đảm nhiệm bởi Tom Rothrock với nội dung thể hiện sự nuối tiếc của một người đàn ông khi gặp lại bạn gái cũ của mình.
Sau khi phát hành, "You're Beautiful" nhận được những phản ứng đa phần là tích cực từ các nhà phê bình âm nhạc, nhưng cũng lọt vào danh sách những bài hát tệ nhất mọi thời đại bởi nhiều ấn phẩm và tổ chức âm nhạc. Tuy nhiên, nó đã nhận được ba đề cử giải Grammy cho Thu âm của năm, Bài hát của năm và Trình diễn giọng Pop nam xuất sắc nhất tại lễ trao giải thường niên lần thứ 49. "You're Beautiful" cũng gặt hái những thành công vượt trội về mặt thương mại, đứng đầu các bảng xếp hạng ở Canada, Ireland, Hà Lan, Na Uy, Thụy Điển và Vương quốc Anh, và lọt vào top 10 ở hầu hết những thị trường nó xuất hiện, bao gồm vươn đến top 5 ở Úc, Bỉ, Đan Mạch, Pháp, Đức, New Zealand và Thụy Sĩ. Tại Hoa Kỳ, bài hát đạt vị trí số một trên bảng xếp hạng Billboard Hot 100, trở thành đĩa đơn đầu tiên và duy nhất trong sự nghiệp của Blunt làm được điều này.
Video ca nhạc cho "You're Beautiful" được đạo diễn bởi Brandon Smith, trong đó Blunt thực hiện hành động tự vẫn theo truyền thống của Nhật Bản bằng việc bỏ lại giày, áo và đồ dùng cá nhân trong trời tuyết giá lạnh, trước khi nhảy từ trên cao xuống mặt nước buốt giá. Nó đã nhận được ba đề cử tại giải Video âm nhạc của MTV năm 2006, và chiến thắng hai giải ở hạng mục Video xuất sắc nhất của nam ca sĩ và Quay phim xuất sắc nhất. Để quảng bá bài hát, Blunt đã trình diễn "You're Beautiful" trên nhiều chương trình truyền hình và lễ trao giải lớn, bao gồm Saturday Night Live, Top of the Pops, giải Brit năm 2006 và giải Grammy lần thứ 49, cũng như trong tất cả những chuyến lưu diễn trong sự nghiệp của anh. Được ghi nhận là bài hát trứ danh trong sự nghiệp của nam ca sĩ, bài hát đã xuất hiện trong nhiều tác phẩm truyền hình và điện ảnh, cũng như được nhại lại và sử dụng làm nhạc mẫu bởi nhiều nghệ sĩ như Kenny G, "Weird Al" Yankovic.

## Tổng quan
Giới truyền thông cho rằng "You're Beautiful" đề cập đến người bạn gái cũ của Blunt là Dixie Chassay - giám đốc tuyển vai của loạt phim Harry Potter, mặc dù nam ca sĩ chưa từng xác nhận hay phủ nhận điều này. Ngày 8 tháng 3 năm 2006, trên chương trình The Oprah Winfrey Show, Blunt nói về bài hát: "Bài hát khá là đau buồn. Nó nói về việc tôi trông thấy người bạn gái cũ tại ga tàu điện ngầm ở Luân Đôn khi đang đi cùng người đàn ông mới, và trước đó tôi không hề hay biết gì về anh ta. Chúng tôi đã nhìn thấy nhau và những kỷ niệm xưa chợt sống lại, nhưng rồi không làm gì cả và chúng tôi chưa gặp lại nhau kể từ khoảnh khắc ấy." Bài hát này có nhiều phiên bản khác nhau, bao gồm một bản với cụm từ thô tục ("She could see from my face that I was fucking high") nằm trong Back to Bedlam, khiến album bị dán nhãn Parental Advisory, bản đĩa đơn của bài hát, trong khi bản trên radio đã được biên tập lại. Ngoài ra, những phiên bản acoustic, trực tiếp và DVD cũng được phát hành sau đó. Khi được hỏi về bài hát, Blunt nói: "Nó có lẽ là một trong những bài hát ít ý nghĩa nhất trong album và chắc chắn không phải là bài hát được mọi người yêu thích nhất. Album này giống như một quyển sách về những khía cạnh khác nhau của cuộc sống được xếp theo một thứ tự nhất định." Trong một cuộc phỏng vấn với HitQuarters, đồng tác giả Sacha Skarbek nói họ bắt đầu hợp tác viết bài hát khi Blunt đem tựa bài hát và đoạn điệp khúc đến buổi họp sáng tác bài hát. Sacha đóng góp chủ yếu vào phần nhạc của nó, những ý tưởng hợp âm cho các đoạn, chỉnh sửa lại giai điệu, và giúp ca khúc có những đoạn dễ nghe, dễ nhớ hơn.

## Đánh giá chuyên môn
Mặc dù nhận được những phản ứng tích cực từ các nhà phê bình âm nhạc sau khi phát hành, "You're Beautiful" đứng vị trí thứ bảy trong danh sách những bài hát gây khó chịu nhất trong một cuộc bầu chọn của Rolling Stone. Trong một cuộc bầu chọn khác của tờ báo lá cải Anh quốc The Sun, nó được bầu chọn là bài hát khiến người khác giận dữ nhất. Đồng thời, Matthew Wilkening của AOL Radio xếp nó thứ 96 trong danh sách 100 bài hát tệ nhất, và miêu tả bài hát như là "một trong những bài hát tệ nhất để định nghĩa sự ngọt ngào: 'Mang lại cảm giác kinh tởm bằng cách truyền tải quá lố một thứ lẽ ra rất nhẹ nhàng.'" VH1 xếp bài hát ở vị trí thứ 95 trong danh sách 100 bài hát vĩ đại nhất thập niên 2000.

## Danh sách bài hát
| Đĩa 7" tại châu Âu 1. "You're Beautiful" (bản đĩa đơn) - 3:22 2. "So Long, Jimmy" (bản acoustic) - 4:14 Đĩa CD quảng bá tại Hoa Kỳ 1. "You're Beautiful" (bản radio chỉnh sửa) - 3:25 2. "You're Beautiful" (bản album chỉnh sửa) - 3:33 | Đĩa CD #1 tại Anh quốc 1. "You're Beautiful" (bản đĩa đơn) - 3:22 2. "Fall At Your Feet" (bản acoustic) - 2:25 Đĩa CD #2 tại Anh quốc 1. "You're Beautiful" (bản đĩa đơn) - 3:22 2. "High" (bản acoustic) - 4:03 3. "You're Beautiful" (hậu trường thực hiện video) - 3:00 4. "You're Beautiful" (video ca nhạc) - 3:23 |

## Xếp hạng
| Bảng xếp hạng (2005-06)                | Vị trí cao nhất |
| -------------------------------------- | --------------- |
| Úc (ARIA)                              | 2               |
| Áo (Ö3 Austria Top 40)                 | 6               |
| Bỉ (Ultratop 50 Flanders)              | 1               |
| Bỉ (Ultratop 50 Wallonia)              | 3               |
| Brasil (ABPD)                          | 7               |
| Canada (Canadian Singles Chart)        | 1               |
| Cộng Hòa Séc (Rádio Top 100 Oficiální) | 1               |
| Đan Mạch (Tracklisten)                 | 4               |
| Châu Âu (European Hot 100 Singles)     | 1               |
| Pháp (SNEP)                            | 5               |
| Đức (Official German Charts)           | 2               |
| Hungary (Rádiós Top 40)                | 1               |
| Ireland (IRMA)                         | 1               |
| Hà Lan (Dutch Top 40)                  | 1               |
| Hà Lan (Single Top 100)                | 1               |
| New Zealand (Recorded Music NZ)        | 4               |
| Na Uy (VG-lista)                       | 1               |
| Ba Lan (Polish Airplay Top 100)        | 3               |
| Thụy Điển (Sverigetopplistan)          | 1               |
| Thụy Sĩ (Schweizer Hitparade)          | 2               |
| Anh Quốc (OCC)                         | 1               |
| Hoa Kỳ Billboard Hot 100               | 1               |
| Hoa Kỳ Adult Contemporary (Billboard)  | 1               |
| Hoa Kỳ Adult Pop Airplay (Billboard)   | 1               |
| Hoa Kỳ Pop Airplay (Billboard)         | 5               |
| Bảng xếp hạng (2013)                   | Vị trí cao nhất |
| Tây Ban Nha (PROMUSICAE)               | 43              |

| Bảng xếp hạng (2005)                 | Vị trí |
| ------------------------------------ | ------ |
| Australia (ARIA)                     | 11     |
| Austria (Ö3 Austria Top 40)          | 26     |
| Belgium (Ultratop 50 Flanders)       | 4      |
| Denmark (Tracklisten)                | 16     |
| Europe (European Hot 100 Singles)    | 4      |
| France (SNEP)                        | 87     |
| Germany (Official German Charts)     | 16     |
| Hungary (Rádiós Top 40)              | 34     |
| Ireland (IRMA)                       | 6      |
| Netherlands (Dutch Top 40)           | 2      |
| Netherlands (Single Top 100)         | 3      |
| New Zealand (Recorded Music NZ)      | 27     |
| Norway Autumn Period (VG-lista)      | 7      |
| Sweden (Sverigetopplistan)           | 6      |
| Switzerland (Schweizer Hitparade)    | 11     |
| UK Singles (Official Charts Company) | 4      |
| Bảng xếp hạng (2006)                 | Vị trí |
| Austria (Ö3 Austria Top 40)          | 66     |
| Belgium (Ultratop 50 Flanders)       | 74     |
| Germany (Official German Charts)     | 53     |
| Japan (Tokyo Hot 100)                | 2      |
| Netherlands (Dutch Top 40)           | 149    |
| Sweden (Sverigetopplistan)           | 73     |
| Switzerland (Schweizer Hitparade)    | 34     |
| UK Singles (Official Charts Company) | 123    |
| US Billboard Hot 100                 | 4      |
| US Adult Contemporary (Billboard)    | 1      |
| US Adult Top 40 (Billboard)          | 6      |
| US Pop Songs (Billboard)             | 12     |

| Bảng xếp hạng (2000-09)              | Vị trí |
| ------------------------------------ | ------ |
| Austria (Ö3 Austria Top 40)          | 38     |
| Germany (Official German Charts)     | 85     |
| Netherlands (Dutch Top 40)           | 3      |
| UK Singles (Official Charts Company) | 39     |
| US Billboard Hot 100                 | 86     |
| US Adult Contemporary (Billboard)    | 41     |

## Chứng nhận
| Quốc gia | Chứng nhận  | Số đơn vị/doanh số chứng nhận |
| --- | ----------- | ----------------------------- |
| Úc (ARIA) | Bạch kim    | 70.000^                       |
| Áo (IFPI Áo) | Vàng        | 15.000*                       |
| Bỉ (BEA) | Vàng        | 25.000*                       |
| Canada (Music Canada) | 2× Bạch kim | 40.000*                       |
| Canada (Music Canada) Nhạc chuông | Bạch kim    | 40.000*                       |
| Đan Mạch (IFPI Đan Mạch) | Bạch kim    | 8.000^                        |
| Đức (BVMI) | Bạch kim    | 500.000^                      |
| Ý (FIMI) doanh số kể từ 2009 | 2× Bạch kim | 100.000‡                      |
| Nhật Bản (RIAJ) Digital single | Bạch kim    | 250.000*                      |
| Nhật Bản (RIAJ) Nhạc chuông | 2× Bạch kim | 500.000*                      |
| México (AMPROFON) | Vàng        | 30.000*                       |
| New Zealand (RMNZ) | Vàng        | 5.000*                        |
| Thụy Điển (GLF) | Bạch kim    | 20.000^                       |
| Thụy Sĩ (IFPI) | Vàng        | 20.000^                       |
| Anh Quốc (BPI) | 2× Bạch kim | 1.200.000‡                    |
| Hoa Kỳ (RIAA) | 4× Bạch kim | 4.000.000‡                    |
| Hoa Kỳ (RIAA) Mastertone | Bạch kim    | 1.000.000*                    |
| * Chứng nhận dựa theo doanh số tiêu thụ. ^ Chứng nhận dựa theo doanh số nhập hàng. ‡ Chứng nhận dựa theo doanh số tiêu thụ và phát trực tuyến. |             |                               |